# ヤクーツク時間
|  | UTC+2  | MSK-1 | カリーニングラード時間 (KALT) |
|  | UTC+3  | MSK   | モスクワ時間 (MSK)            |
|  | UTC+4  | MSK+1 | サマラ時間 (SAMT)             |
|  | UTC+5  | MSK+2 | エカテリンブルク時間 (YEKT)   |
|  | UTC+6  | MSK+3 | オムスク時間 (OMST)           |
|  | UTC+7  | MSK+4 | クラスノヤルスク時間 (KRAT)   |
|  | UTC+8  | MSK+5 | イルクーツク時間 (IRKT)       |
|  | UTC+9  | MSK+6 | ヤクーツク時間 (YAKT)         |
|  | UTC+10 | MSK+7 | ウラジオストク時間 (VLAT)     |
|  | UTC+11 | MSK+8 | マガダン時間 (MAGT)           |
|  | UTC+12 | MSK+9 | カムチャツカ時間 (PETT)       |

ヤクーツク時間（ヤクーツクじかん、Yakutsk Time、YAKT）は、協定世界時 (UTC) を9時間進ませた標準時 (UTC+9) である。ロシア第8標準時とも呼ばれ、日本標準時と同じである。2011年3月27日までは冬時間が UTC+9 で、ヤクーツク夏時間 (Yakutsk Summer Time、YAKST) が UTC+10 であったが、それまでの夏時間を通年の標準時とする形で夏時間制が廃止された。2014年10月26日からは、2011年3月27日以前の冬時間を通年の標準時とする形で UTC+9 となった。

## 採用しているロシアの地域
- アムール州
- サハ共和国（西部）
- ザバイカリエ地方

## 関連
- ロシア時間
- ヤクーツク
- 日本標準時